# Paulos Kyriakidīs
Paulos Kyriakidīs (in greco Παύλος Κυριακίδης?; Kozani, 3 settembre 1991) è un calciatore greco, difensore del PAE Chania.

## Carriera
Ha giocato nella prima divisione dei campionati greco e cipriota.

## Palmarès

### Club

#### Competizioni nazionali
- Football League (Grecia): 1

Īraklīs: 2014-2015 (gruppo 2)